# Општина Бауцар (Караш-Северин)
Бауцар (рум. Băuţar) општина је у Румунији у округу Караш-Северин.
Oпштина се налази на надморској висини од 532 m.